# Замазєєва Ганна Володимирівна
Ганна Володимирівна Замазєєва (нар. 26 жовтня 1980, місто Миколаїв Миколаївської області) — українська державна діячка. Голова Державного агентства з енергоефективності та енергозбереження України. Голова Миколаївської обласної ради з 9 грудня 2020 по 10 березня 2023 року. Член Координаційного штабу з питань поводження з військовополоненими.

## Життєпис
Народилася 26 жовтня 1980 року у місті Міколаєві. Закінчила Національний університет «Києво-Могилянська академія», магістр за фахами «Політологія та державне управління», «Фінанси та кредит». Має науковий ступінь — Кандидат економічних наук (Одеська національна академія).
У фінансовій сфері працювала 19 років, з них на керівних посадах — понад 14 років. Викладачка у Чорноморському національному університету імені Петра Могили за спеціальностями «Фінанси і кредит» та «Банківська справа».
З 2007 року член міжнародної громадської організації «Ротарі Інтернешнл» (основні напрямки діяльності: підтримка освіти, забезпечення зростання регіональної економіки).
До грудня 2020 року — голова правління асоціації «Всеукраїнська асоціація фінансових компаній» в місті Миколаєві.
У жовтні 2020 обрана депутатом Миколаївської обласної ради від партії «Слуга народу».
З 9 грудня 2020 по 10 березня 2023 року — голова Миколаївської обласної ради.
З 10 березня 2023 року — голова Державного агентства з енергоефективності та енергозбереження України.
Державний службовець 1-го рангу.

## Освіта
- Київський національний університет імені Тараса Шевченка — магістр з публічного управління та адміністрування;

- Національний університет «Києво-Могилянська академія» — магістр з політології і державного управління;

- Одеська національна академія — кандидат економічних наук;

- Європейський університет — фахівець «Фінанси та кредит».

## Діяльність
Член робочих груп при Національному Банку України та Національній комісії, що здійснює державне регулювання у сфері ринків фінансових послуг по розробці регуляторних актів співпраці з експертами Світового банку, проєкту USAID «Трансформація фінансового сектору», проєкту FinReg, проєкту GIZ та інше.
Член робочих груп та учасник конференцій, в статусі експертки при Національному Банку України, при Національній Комісії з регулювання ринків фінансових послуг, при Комітеті Верховної Ради з питань фінансової політики і банківської діяльності, при Антимонопольному комітеті України та інших.
Учасниця міжнародних конференцій з мікрофінансування у статусі експерта, які були організовані Microfinance center в Більбао (Іспанія) та Стамбулі (Туреччина).
Учасниця робочих груп в Комітетах Верховної Ради України з розробки законопроєктів «Про споживче кредитування», «Про консолідації ринку фінансових послуг», «Про валюту і валютні операції», «Про запобігання і протидію легалізації (відмиванню) доходів, одержаних злочинним шляхом, фінансуванню тероризму та фінансуванню поширення зброї масового знищення», «Про установу фінансового омбудсмена» та інше.
Заступниця голови Палати регіонів Конгресу місцевих і регіональних влад України (обрано 8 червня 2021 року).
Представниця України у складі делегації України в Конгресі місцевих і регіональних влад Ради Європи на 2021—2026 роки (Указ Президента України від 10 лютого 2021 року № 54/2021).
Голова наглядової ради «Всеукраїнської Асоціації Фінансових компаній».
На початку повномасштабного російського вторгнення в Україну відкрила Гуманітарний штаб Миколаївщини. Він надає допомогу мешканцям громад Миколаївської та Херсонської областей, які найбільше постраждали від збройної агресії.
Також Ганна Замазєєва є амбасадорурю благодійного фонду «Світлі справи».
Виступила однією з ініціаторів створення Південної філії Координаційного штабу з питань поводження з військовополоненими. Філія базується в Миколаєві та підтримує родини військовополонених з Миколаївської, Одеської та Херсонської областей. У філії надають юридичну, соціальну та психологічну допомогу рідним та близьким військовополонених, а також займаються реабілітацією бійців, що повернулися з російського полону.
Є членом Координаційного штабу з питань поводження з військовополоненими.

## Особисте життя
Одружена, виховує доньку Олександріну та сина Михайла.

## Нагороди
- Орден княгині Ольги III ступеня (8 грудня 2021) — за вагомий особистий внесок у державне будівництво, розвиток місцевого самоврядування, багаторічну сумлінну працю і високий професіоналізм[10].